# Rhombodera taprobana
Rhombodera taprobana es una especie de mantis de la familia Mantidae.

## Distribución geográfica
Se encuentra en Sri Lanka.